# Ondřej Moravec
Ondřej Moravec (n. 9 iunie 1984, Ústí nad Orlicí⁠(d), Pardubice, Cehia) este un biatlonist ce a reprezentat Cehia, medaliat olimpic. A participat la 4 ediții ale Jocurilor Olimpice (2006, 2010, 2014, 2018) în care a câștigat 3 medalii de argint și două medalii de bronz.